# Stizus rufiventris
Stizus rufiventris (лат.) — вид песочных ос из подсемейства Bembicinae (триба Stizini). Африка (Алжир, Египет) и Евразия: Россия (Астраханская область), Украина, Грузия, Казахстан, Узбекистан, Таджикистан, Туркменистан, Иран, Монголия, Китай. Длина около 2 см (от 14 до 25 мм). Щитик среднеспинки жёлтый, первый брюшной тергит рыжий. Усики самок 12-члениковые (у самцов состоят из 13 сегментов). Внутренние края глаз субпараллельные (без выемки). Брюшко сидячее (первый стернит брюшка полностью находится под тергитом). В переднем крыле три кубитальные ячейки. Гнездятся в земле. Вид был впервые описан в 1877 году российским гименоптерологом Октавием Ивановичем Радошковским (1820—1895).